# Oxcarbazépine
L'oxcarbazépine est un antiépileptique (anticonvulsivant) ainsi qu'un thymorégulateur ; il est principalement utilisé dans le traitement de l'épilepsie partielle avec ou sans généralisation secondaire.
L'oxcarbazépine est commercialisée sous le nom Trileptal par Novartis et disponible dans certains pays sous forme générique.

## Structure
L'oxcarbazépine est une molécule de la famille des carbamides, sa structure chimique se rapproche fortement de celle de la carbamazépine, cependant elle n'en est pas un métabolite.

## Effets indésirables
Les principaux effets indésirables possibles sont :
- très fréquents : fatigue, vertiges, maux de tête, somnolence, nausées, vomissements, troubles de l'accommodation ;
- fréquents : agitation, confusion des idées, tremblements, constipation ou diarrhées, douleurs abdominales, hyponatrémie, acné, perte de cheveux ;
- peu fréquents : anomalie de la numération formule sanguine, élévation des transaminases ;
- très rares : réaction allergique, troubles du rythme cardiaque.

## Spécialités contenant de l'oxcarbazépine
- Médicaments contenant de l'oxcarbazépine commercialisés en France[3] :
  - Trileptal des laboratoires Novartis ;
  - oxcarbazépine générique des laboratoires Mylan et Teva.